# Makes Me Wonder
"Makes Me Wonder" é o primeiro single lançado pela banda norte-americana Maroon 5 em seu segundo álbum de estúdio, It Won't Be Soon Before Long (2007).

## Performance nas paradas
| Paradas (2007)                              | Melhor Posição |
| ------------------------------------------- | -------------- |
| ARC - Top 40 Semanal                        | 2              |
| Austrália ARIA Parada de Singles            | 6              |
| Áustria - Parada de Singles                 | 12             |
| Bulgária Parada de Singles                  | 23             |
| Canadá - Hot 100                            | 1              |
| Chile - Top 100 Singles                     | 3              |
| Colômbia - Parada de Singles                | 1              |
| Croácia - Parada de Singles                 | 1              |
| Rep. Checa - Parada de Singles              | 10             |
| Dinamarca - Parada de Singles               | 3              |
| Estônia - Parada de Singles                 | 1              |
| Europa - Top 200                            | 5              |
| França - Parada de Singles                  | 40             |
| Alemanha - Parada de Singles                | 11             |
| Íbero América - Parada de Singles           | 7              |
| Irlanda - Parada de Singles                 | 1              |
| Israel - Parada de Singles                  | 2              |
| Itália - Parada de Singles                  | 10             |
| Itália - Rádios                             | 1              |
| América Latina - Parada de Singles          | 3              |
| Lituânia - Parada de Singles                | 9              |
| México - Parada de Singles                  | 11             |
| Holanda - Dutch Top 40                      | 7              |
| Nova Zelândia - RIANZ                       | 8              |
| Noruega - Parada de Singles                 | 7              |
| Polônia - Parada de Singles                 | 4              |
| Eslováquia - IFPI                           | 8              |
| Coréia do Sul - Parada de Singles           | 1              |
| Espanha - Parada de Singles                 | 11             |
| Suécia - Parada de Singles                  | 26             |
| Suíça - Parada de Singles                   | 14             |
| Turquia - Top 20                            | 1              |
| Turquia - Rádios                            | 5              |
| UK Singles Chart                            | 2              |
| EUA Billboard Hot 100                       | 1              |
| EUA Billboard Pop 100                       | 1              |
| EUA Billboard Hot Dance Club Play           | 1              |
| EUA Billboard Hot Adult Contemporary Tracks | 9              |
| United World Chart                          | 1              |
| Venezuela - Parada de Singles               | 6              |